# Rémy Rochas
Rémy Rochas (* 18. Mai 1996 in La Motte-Servolex) ist ein französischer Radrennfahrer.

## Sportlicher Werdegang
Seine Karriere im Radsport begann Rochas bei den französischen Radsportvereinen in Chambérry und Bourg-en-Bresse. 2015 gewann er eine Etappe bei der Ronde de l’Isard. Ein anschließender Einsatz als Stagiaire beim Team AG2R La Mondiale führte noch zu keinem Profivertrag. Erst als Stagiaire beim Team Delko in der Saison 2018 konnte er sich für einen Vertrag ab der Saison 2019 empfehlen.
Nach zwei Jahren bei Delko wechselte er zur Saison 2021 in die UCI WorldTour zum Team Cofidis. Von 2021 bis 2023 nahm er jedes Jahr am Giro d’Italia und der Vuelta a España teil, kam aber nur bei der Hälfte seiner Einsätze ins Ziel. Als Radprofi blieb er bis dahin ohne Sieg, bei seinem letzten Einsatz für Cofidis bei der Tour of Guangxi 2024 verpasste er diesen als Zweiter sowohl in der Tageswertung der vierten Etappe als auch in der Gesamtwertung nur knapp.
Zur Saison 2024 wechselte Rochas das Team und wurde Mitglied bei Groupama-FDJ.

## Erfolge
2016
- eine Etappe Ronde de l’Isard

## Grand Tour-Platzierungen
| Grand Tour            | 2021 | 2022 | 2023 | 2024 | 2025 |
| --------------------- | ---- | ---- | ---- | ---- | ---- |
| Giro d’ItaliaGiro     | DNF  | 71   | DNF  | –    | 39   |
| Tour de FranceTour    | –    | –    | –    | –    |      |
| Vuelta a EspañaVuelta | 15   | DNF  | 28   | DNF  |      |